# Reynolda Gardens

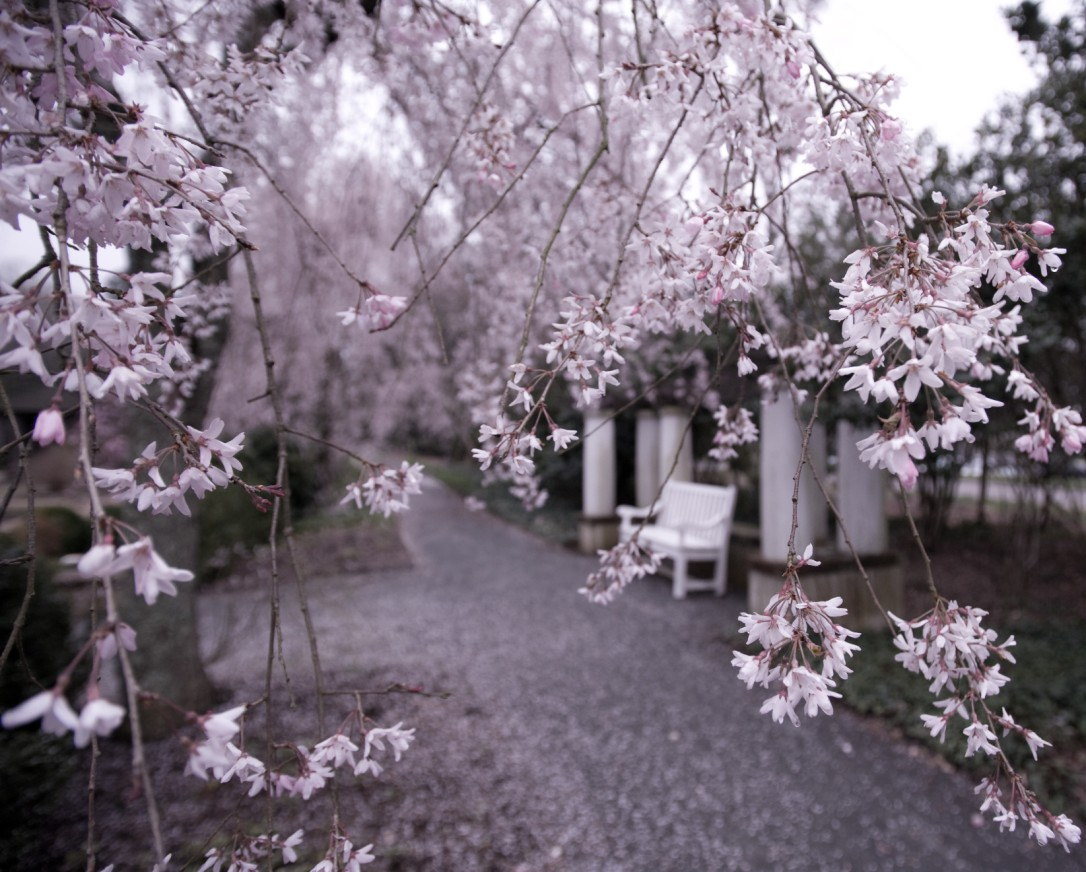
Jardines Reynolda

Reynolda Gardens (Jardines Reynolda en español), es un gran jardín botánico de 129 acres con unos 4 acres de jardines formales. Se encuentra junto a la Reynolda Road, adyacente al campus Reynolda de la Universidad Wake Forest y la Reynolda House en Winston-Salem, Carolina del Norte en los Estados Unidos de América.

## Localización
Reynolda Gardens de Wake Forest University · 100 Reynolda Village, Winston-Salem, NC 27106 Carolina del Norte, Estados Unidos.
- Teléfono: 336.758.5593

Los jardines están abiertos al público libremente todos los días. 

## Historia
Los jardines eran originalmente parte de una gran finca y granja de unos 1067 acres que habían sido creadas por el magnate del tabaco R. J. Reynolds y su esposa Katharine Smith Reynolds entre 1906 y 1923. En 1913 los diseñadores Lord & Burnham construyeron el invernadero que servía para la familia, la granja y para producir flores comercialmente. 
El arquitecto de paisaje Thomas W. Sears (1880-1966) diseñó el jardín formal de cuatro acres para la señora Reynolds, fue comenzado en 1915. Después de la muerte de la señora Reynolds (entonces casada en segundas nupcias como señora Johnston) en 1924, la mayoría de la finca fue vendida o donada gradualmente, incluyendo un regalo de 300 acres a la cercana Universidad Wake Forest en los últimos años de la década de 1940 para su campus de Winston-Salem.
En una serie de regalos a partir de 1958-1962, su hija Mary Reynolds Babcock donó la propiedad de los Jardines Reynolda a la universidad. En 1995 la universidad y el Servicio Nacional de Parques acometieron una extensa reconstrucción histórica, para devolver al jardín a su diseño original.

## Colecciones
Los jardines incluyen actualmente 125 acres de terreno arbolado, de campos, de humedal, y un jardín formal de cuatro acres con el invernadero. 
- El invernadero ocupa dos acres de los jardines formales; fueron diseñados por el equipo de diseñadores de Lord & Burnham, entre los años 1917, 1920 y 1931, en el que el centro es un jardín hundido dividido en cuatro cuadrantes, con céspedes de hierba, plantaciones en arriates, rosaledas, jardines temáticos, árboles frutales y bojes, así como una casa del té, fuentes y pérgolas.
- La otra mitad contiene árboles frutales, flor cortada, y el jardín vegetal más agradable (1921), en el que crecen parras, berzas, rosales trepadores, y diversos árboles frutales.

La propiedad también incluye una senda arbolada de 3/4-millas, así como otra senda perimetral levemente más larga de 1.5 millas.